# Aulacocalyx subulata
Aulacocalyx subulata är en måreväxtart som först beskrevs av Nicolas Hallé, och fick sitt nu gällande namn av Estrela Figueiredo. Aulacocalyx subulata ingår i släktet Aulacocalyx och familjen måreväxter.
Artens utbredningsområde är Gabon.

## Underarter
Arten delas in i följande underarter:
- A. s. glabra
- A. s. subulata